# Netelia alaskensis
Netelia alaskensis là một loài tò vò trong họ Ichneumonidae.